# Jan Ratiborský
Jan Ratiborský (* 7. září 1947 Praha), v zeměměřickém prostředí znám též pod přezdívkou Johny, je český geodet, pedagog a autor skript věnovaných zeměměřictví.

## Životopis
Narodil se v Praze, ale mládí strávil v Podkrušnohoří. V letech 1962 až 1966 studoval na Střední průmyslové škole hornické v Duchcově obor Důlní měřictví. Po jeho absolvování pokračoval dále na Stavební fakultě pražské ČVUT, na oboru Geodézie a kartografie. Ten úspěšně ukončil roku 1971.
Po vysoké škole nastoupil do zaměstnání na pozici samostatného geodeta ve společnosti IPS Praha, závodě 02 v Karlových Varech. Po zdejším ročním působení ale nastoupil základní vojenskou službu ve Vojenském topografickém ústavu v Dobrušce (VTÚ Dobruška). Od roku 1977 pedagogicky působil na Stavební fakultě pražského ČVUT na pozici odborného asistenta Katedry geodézie a pozemkových úprav. V roce 1987 úspěšně obhájil kandidátskou disertační práci sepsanou na téma „Vliv systematických chyb na vyrovnání geodetických sítí“ a o rok později se stal na téže katedře vědeckým pracovníkem. Jím byl až do roku 1990, kdy se počínaje rokem 1991 stal opět odborným asistentem.
Mezi roky 2000 a 2001 působil též na tehdejší Střední průmyslové škole zeměměřické v Praze, kde vyučoval odborné předměty. Jiné zdroje však jeho tamní působení vymezují roky 1994 až 2001. Roku 2005 zasedal ve školské radě této střední školy. Byl též členem státnicových komisí jak na Českém vysokém učení technickém, tak na brněnském Vysokém učení technickém, plzeňské Západočeské univerzitě a ostravské Vysoké škole báňské-Technické univerzitě.
Vedle zeměměřické praxe působí též v Českobratrské církvi evangelické. Je presbyterem (členem staršovstva) ve sboru této církve v Praze–Kobylisích, po Miroslavu Boučkovi zde vykonával i funkci kurátora sboru, než ho roku 2004 vystřídal Pavel Veselý. V letech 1997 až 2002 byl navíc ještě seniorátním kurátorem Pražského seniorátu Českobratrské církve evangelické.

## Dílo
Jan Ratiborský je autorem skript, výzkumných prací a přibližně padesáti odborných publikací. Do roku 2004 přispíval do odborného geodetického časopisu Zeměměřič články zabývajícími se odrazem zeměměřictví ve filatelii. Na něj po jeho skončení navázal se seriálem o pamětních deskách významných zeměměřičů.